# Papilio oxynius
Papilio oxynius är en fjärilsart som först beskrevs av Carl Geyer 1827.  Papilio oxynius ingår i släktet Papilio och familjen riddarfjärilar.
Artens utbredningsområde är Kuba. Inga underarter finns listade i Catalogue of Life.